# Edward Whymper

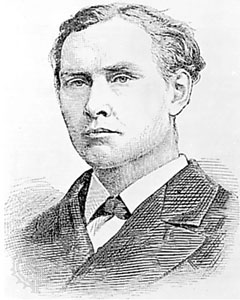
Edward Whymper (1881).

Edward Whymper, född 27 april 1840 i London, död 16 september 1911 i Chamonix i Frankrike, var en engelsk bergsbestigare. Han blev den förste att bestiga Matterhorn den 14 juli 1865 och i Anderna gjorde han förstabestigningen av Chimborazo och ett halvt dussin andra stora berg. Han var son till kopparstickaren Josiah Wood Whymper och bror till forskningsresanden Frederick Whymper. 
Whymper utbildade sig till träsnidare, men kände en oemotståndlig reslust och vann tidigt ett namn som bergsbestigare, vilket bestämde honom att utbilda sin förmåga i denna riktning. År 1861 besteg han Mont Pelvoux, som då betraktades som de franska Alpernas högsta punkt. Från toppen upptäckte han det ännu högre Barre des Écrins, vars topp han besteg 1864. År 1865 nådde han den dittills som otillgänglig betraktade toppen av Matterhorn, vid vilket tillfälle fyra av hans följeslagare omkom. År 1867 och 1872 inträngde han i det inre av det dittills av ingen europé undersökta nordvästra Grönland och hemförde därifrån värdefulla fossilsamlingar (nu i British Museum). Åren 1879–1880 genomvandrade han Ecuadors Ander, besteg flera av dess högsta toppar: Chimborazo (två gånger, varunder han tillbragte 16 dygn på mer än 4800 meters höjd), Cotopaxi, Sincholagua, Antisana, Cayambe och Cotacachi, samt hemförde därifrån stora zoologiska samlingar. Sina vågsamma färder skildrade han i Scrambles amongst the Alps in the years 1860-69 (1871; 5:e upplagan 1900) och Travels amongst the Great Andes of the Equator (1892), för vilken sistnämnda skildring han erhöll pris av Geografiska sällskapet i London. Åren 1901–1905 företog han en expedition till Klippiga bergen i Kanada.